# نيلسون دولار
نيلسون دولار هو سياسي أمريكي، ولد في 5 يونيو 1961 في برلنغتون في الولايات المتحدة. نشط حزبياً في الحزب الجمهوري. وقد انتخب عضو مجلس نواب كارولينا الشمالية ‏.